# Raúl Alberto Lastiri
 (octobre 2015).
Si vous disposez d'ouvrages ou d'articles de référence ou si vous connaissez des sites web de qualité traitant du thème abordé ici, merci de compléter l'article en donnant les références utiles à sa vérifiabilité et en les liant à la section « Notes et références ».
Raúl Alberto Lastiri (1915-1978) est un homme politique argentin qui présida brièvement la nation du 13 juillet au 12 octobre 1973 après la démission du président Héctor José Cámpora et du vice-président Vicente Solano Lima le 13 juillet 1973. Le président du Sénat Alejandro Díaz Bialet (péroniste) aurait dû assumer la présidence par intérim, mais il fut écarté la veille de la démission de Cámpora et la direction du Parti justicialiste lui préféra Lastiri, président de la Chambre des Députés du Congrès et membre de l'aile droite péroniste. Il convoqua de nouvelles élections et livra de ce fait son mandat à Juan Domingo Perón, élu pour son troisième mandat.

## Biographie
Durant le bref gouvernement de Lastiri — qui était député du Frente Justicialista de Liberación ou FreJuLi et appartenait à l'aile conservatrice du péronisme — se produisit le virage à droite du gouvernement péroniste. Ainsi, seuls le ministre de l'Intérieur Esteban Righi et le ministre des Affaires étrangères Juan Carlos Puig, accusés à tort d'être proches des Montoneros et de la Tendance révolutionnaire, ne furent pas reconduits dans leurs fonctions, respectivement remplacés par Benito Llambí et Alberto Juan Vignes, proche de l'extrême-droite péroniste.
Lastiri était le beau-fils du célèbre idéologue de la Triple A ou Alianza Anticomunista Argentina (ou Alliance anticommuniste argentine), José López Rega, que Perón avait désigné comme ministre du Bien-être Social pour le gouvernement de Cámpora. On a pu considérer, pour cette raison, qu'il en était aussi le partisan. Cependant, selon Juan Abal Medina, secrétaire général du Parti justicialiste en 1971-72, Lastiri lui aurait affirmé que López Rega tramait un complot et prenait beaucoup trop d'influence auprès du général Perón.
Malgré le remplacement de Puig par Llambí aux Affaires étrangères, la politique extérieure resta tiers-mondiste. Ainsi en août 1973, l'Argentine accorda à Cuba un prêt de 200 millions de dollars pour acquérir des machines et des automobiles. José Ber Gelbard, confirmé comme ministre de l'économie, continua sa politique antérieure, nationalisant les dépôts bancaires et engageant un Plan Triennal de développement.
Le 25 septembre 1973, le secrétaire général de la Confédération Générale du Travail Argentin (CGT), José Ignacio Rucci fut assassiné. On accusa les Montoneros de ce crime. Peu après, l'ERP assaillit le Commandement de la Santé de l'Armée de Terre à Buenos Aires, ce qui fit un mort [réf. nécessaire]. Ces faits furent utilisés pour fermer le journal El Mundo [réf. nécessaire].
Ajoutons qu'on[Qui ?] a accusé Lastiri d'avoir des liens avec la loge pseudo-maçonnique P2 de Licio Gelli.